# Poecilmitis violascens
Poecilmitis violascens är en fjärilsart som beskrevs av Dickson 1971. Poecilmitis violascens ingår i släktet Poecilmitis och familjen juvelvingar. Inga underarter finns listade i Catalogue of Life.